# 比捷
比捷（法語：Buthiers，法語發音：[bytje] ⓘ）是法国塞纳-马恩省的一个市镇，属于枫丹白露区。

## 地理
比捷（48°17'14"N, 2°25'50"E）面积19.67 平方千米，位于法国法蘭西島大區塞纳-马恩省，该省份为法国北部内陆省份，北起瓦兹省，西接埃松省、马恩河谷省、塞纳-圣但尼省和瓦兹河谷省，南至卢瓦雷省，东南接约讷省，东临马恩省和奥布省，东北接埃纳省。
与比捷接壤的市镇（或旧市镇、城区）包括：埃松河畔楠托、吕蒙、勒马勒塞布瓦、昂蓬维尔、布瓦西欧卡耶、布朗库尔。

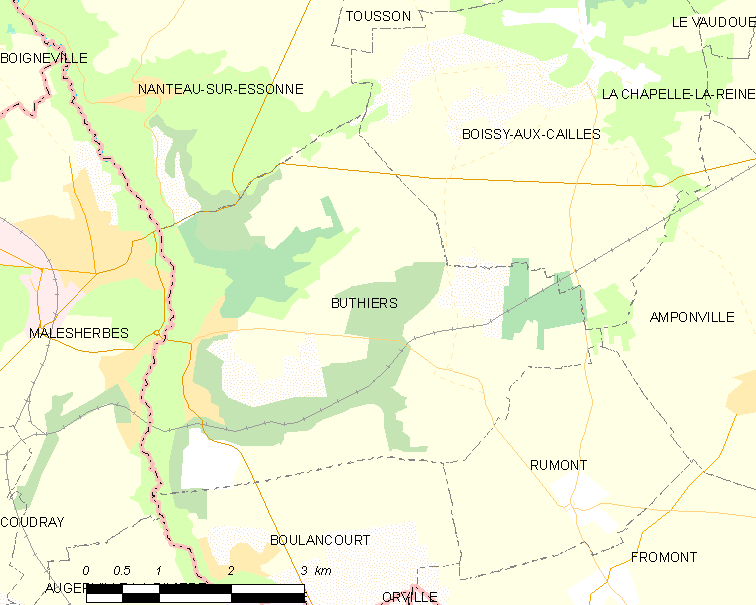
比捷的OSM定位图

比捷的时区为UTC+01:00、UTC+02:00（夏令时）。

## 行政
比捷的邮政编码为77760，INSEE市镇编码为77060。

## 政治
比捷所属的省级选区为枫丹白露县。

## 人口

1962-2008年间比捷人口变化图示

比捷于2022年1月1日时的人口数量为771人。